# Max McGee
William Max McGee (Overton, 16 luglio 1932 – Minnetonka Beach, 20 ottobre 2007) è stato un giocatore di football americano statunitense che ha giocato nel ruolo di wide receiver e punter nella National Football League (NFL).

## Carriera
McGee fu scelto nel corso del quinto giro (51º assoluto) del Draft NFL 1954 dai Green Bay Packers. Durante i suoi primi anni di carriera giocò nel ruolo di punter. Nella sua prima stagione guidò la NFL in yard su punt, ricevendo anche 36 passaggi per 614 yard e 9 touchdown. Perse le due stagioni successive per servire come pilota nell'Aeronautica ma tornò il miglior ricevitore dei Packers nel 1958, rimanendolo fino al 1962. McGee fu una delle poche note positive della squadra del 1958, che si classificò ultima nella lega con un record di 1-10-1, il peggiore della storia dei Packers. Nel 1958 guidò la NFL in yard medie per ricezione (23,2), yard su punt (2.716) e media di yard nette (36,0).
Dopo che Vince Lombardi divenne il capo-allenatore nel gennaio 1959, McGee è ricordato in particolare per la sua prestazione nel primo Super Bowl. Con Green Bay raggiunse sei finali di campionato, vincendone cinque, oltre ai primi due Super Bowl. Nel 1961 fu convocato per il Pro Bowl.
Malgrado la diminuzione dei minuti in campo per gli infortuni e l'età che avanzava, le ultime due stagioni della carriera di McGee sono quelle rimaste più celebri della sua carriera. Nella stagione 1966 ricevette solo 4 passaggi per 91 yard e un touchdown mentre i Packers ebbero un record di 12–2, qualificandosi per il Super Bowl I contro i Kansas City Chiefs. McGee non avrebbe dovuto giocare la partita, poiché aveva violato le regole della squadra sul coprifuoco, trascorrendo la notte prima della partita fuori città. La mattina successiva disse al ricevitore titolare Boyd Dowler, "Spero non ti faccia male. Non sono molto in forma," alludendo ai postumi della sbornia. Dowler invece si infortunò alla spalla nel secondo drive della partita e McGee, che dovette prendere in prestito il casco da un compagno perché aveva lasciato il suo nello spogliatoio, fu schierato in campo. Poche giocate dopo ricevette con una sola mano un passaggio di Bart Starr, superò il difensore dei Chiefs Fred Williamson e corse per 37 yard segnando il primo touchdown della storia del Super Bowl. Nel fare ciò ripete la sua prestazione nella finale di campionato di due settimane prima, quando aveva ricevuto un touchdown al posto dell'infortunato Dowler. Al termine della partita, McGee fece registrare 138 yard e due touchdown nella vittoria dei Packers per 35-10.
L'anno seguente fece registrare una ricezione da 35 yard nel terzo quarto del Super Bowl II, dopo la quale i Packers segnarono un touchdown nella vittoria per 33–14 sugli Oakland Raiders. McGee si ritirò poco dopo la partita, chiudendo la carriera con 345 ricezioni per 6.346 yard. Segnò 51 touchdown (50 su ricezione e uno su recupero di un fumble).

## Palmarès

### Franchigia
- Super Bowl : 2

Green Bay Packers: I, II
- Campionati NFL : 5

Green Bay Packers: 1961, 1962, 1965–1967

### Individuale
- Convocazioni al Pro Bowl: 1

1961
- Green Bay Packers Hall of Fame